# Lydia Sandgren
Pour les articles homonymes, voir Sandgren.
Lydia Sandgren, née le 8 janvier 1987 en Suède, est une romancière suédoise, lauréate du prix August 2020 avec son premier roman, Samlade verk.

## Biographie
Sandgren grandit à Hyssna, une localité suédoise située dans la commune de Mark dans le comté de Västra Götaland.
Après des études universitaires dans le domaine de la littérature et de la philosophie, elle travaille, en 2020, comme psychologue dans une clinique psychiatrique à Göteborg.
En 2020, elle publie un premier roman,  Samlade verk, qui remporte le prix August la même année.

## Œuvre
- Samlade verk (2020)

## Prix et distinctions notables
- Prix August 2020 avec le roman Samlade verk[3].